# KZ4Ac
A KZ4Ac sorozat egy kazah villamosmozdony-sorozat, melyet 2010 óta gyártanak a Kazah Államvasutak részére.
Ezek a mozdonyok az Asztana-Almaty szakaszon vesznek majd részt a személyszállításban. A mozdonyok 25 kV 50 Hz-re vannak tervezve és legnagyobb sebességük eléri a 200 km/h-t.
A KZ4Ac típusú személyvonati mozdonyokat a Zhuzhou Electric Locomotive Works gyártja. A Kazahsztáni Államvasutak, a Kazakhstan Temir Zholy (KTZh) 2008. októberben adta ki a megrendelést és a Siemens ennek megfelelően szállítja a jármű vontatási és vezérlő berendezéseit. Az egyenirányítókon, vontatómotorokon, SIBAS vezérlőkön és kijelzőkön kívül olyan szolgáltatások, mint a mérnöki, üzembe helyezési tevékenység, valamint tesztelés és oktatás is a szállítási terjedelem részét képezik.

## Sebességrekord
2010 október 30-án, a KZ4Ac 0007 mozdony, a Kazahsztánban lévő Saryoba melletti tesztpályán elérte a 200 km/h sebességet. Kazahsztánban ezzel a rekordsebességgel most közlekedett első alkalommal egy mozdony.